# Mashonaland East
Mashonaland East is een provincie van Zimbabwe. Het heeft een oppervlakte van 32.230 km² en een inwonertal van 1.125.355 (2002). De hoofdstad van de provincie is Marondera.
De provincie is weer onderverdeeld in negen districten:
- Chikomba
- Goromonzi
- Hwedza
- Marondera
- Mudzi
- Murehwa
- Mukoto
- Seke
- Ump

Bulawayo · Harare · Manicaland · Mashonaland Central · Mashonaland East · Mashonaland West · Masvingo · Matabeleland North · Matabeleland South · Midlands